# Echo Heart
Echo Heart är 2006 års Idolvinnare Markus Fagervalls debutalbum, som släpptes måndagen den 18 december 2006.
Albumet är lite annorlunda än tidigare vinnare av svenska Idol-debutalbum, eftersom den har en rockigare framtoning på grund av Fagervalls musikstil.

## Låtlista
1. "All The Way"
2. "How Come You're The One"
3. "Close My Eyes"
4. "Everything Changes"
5. "Something Real"
6. "For Once"
7. "Indian Sky"
8. "Heartstopper (You Got Me Started)"
9. "The Best Of What I Got"
10. "Hole In The Sky"
11. "Only You (Young And True)"

## Medverkande
- Markus Fagervall - sångare
- Fredrik Thomander - bas
- Peter Månsson - trummor
- Anders ”Gary” Wikström - gitarr
- Jocke Svalberg - klaviatur

## Singlar
- 4 december 2006 - Everything Changes (#1)

## Försäljningslistor
Echo Heart gick upp på Albumlistan vecka 51 (2006).
| Position | 1 | 1 | 1 | 2 | 3 |

## Listplaceringar
| Lista (2006-2007) | Topplacering |
| ----------------- | ------------ |
| Sverige           | 1            |

### Fotnoter
1. ↑  ”Echo Heart”. Svensk mediedatabas. 27 februari 2006. http://smdb.kb.se/catalog/id/002064569. Läst 19 november 2010.
2. ↑  ”Echo Heart”. Swedishcharts. 27 februari 2006. http://www.swedishcharts.com/showitem.asp?interpret=Markus+Fagervall&titel=Echo+Heart&cat=a. Läst 21 november 2014.